# 2. ŽNL Vukovarsko-srijemska NS Županja 2014./15.
Prvenstvo se igralo trokružno. Nakon 21 kola, ligu i plasman u 1. ŽNL Vukovarsko-srijemsku je osvojio NK Zrinski Bošnjaci. Iz lige nitko nije ispao, jer je 2. ŽNL najniži rang natjecanja za klubove iz Nogometnog Središta Županja.

## Tablica
| Mj. | Klub                         | Sus. | Pobj. | Nerj. | Por. | GR.   | Bod. |
| --- | ---------------------------- | ---- | ----- | ----- | ---- | ----- | ---- |
| 1.  | NK Zrinski Bošnjaci          | 18   | 17    | 0     | 1    | 57:9  | 51   |
| 2.  | NK Borac Drenovci            | 18   | 12    | 1     | 5    | 42:25 | 37   |
| 3.  | NK Posavac Posavski Podgajci | 18   | 12    | 0     | 6    | 47:31 | 36   |
| 4.  | NK Sloga Račinovci           | 18   | 7     | 1     | 10   | 30:30 | 22   |
| 5.  | NK Srijemac Strošinci        | 18   | 5     | 1     | 12   | 21:41 | 16   |
| 6.  | NK Sloga Štitar              | 18   | 4     | 2     | 12   | 24:55 | 14   |
| 7.  | NK Županja 77                | 18   | 2     | 3     | 13   | 14:44 | 9    |

## Rezultati
| NK Zrinski Bošnjaci - NK Posavac Posavski Podgajci 2:0 NK Županja 77 - NK Sloga Štitar 0:1 NK Srijemac Strošinci - NK Borac Drenovci 0:3 NK Sloga Račinovci slobodan | NK Srijemac Strošinci - NK Županja 77 1:0 NK Sloga Štitar - NK Sloga Račinovci 0:4 NK Borac Drenovci - NK Posavac Posavski Podgajci 4:1 NK Zrinski Bošnjaci slobodan | NK Sloga Račinovci - NK Srijemac Strošinci 4:0 NK Zrinski Bošnjaci - NK Sloga Štitar 8:1 NK Županja 77 - NK Borac Drenovci 1:1 NK Posavac Posavski Podgajci slobodan |
| NK Srijemac Strošinci - NK Zrinski Bošnjaci 2:2 NK Županja 77 - NK Sloga Račinovci 1:2 NK Sloga Štitar - NK Posavac Posavski Podgajci 1:3 NK Borac Drenovci slobodan | NK Posavac Posavski Podgajci - NK Srijemac Strošinci 4:2 NK Zrinski Bošnjaci - NK Županja 77 1:0 NK Sloga Račinovci - NK Borac Drenovci 1:0 NK Sloga Štitar slobodan | NK Županja 77 - NK Posavac Posavski Podgajci 2:0 NK Sloga Račinovci - NK Zrinski Bošnjaci 0:5 NK Borac Drenovci - NK Sloga Štitar 5:1 NK Srijemac Strošinci slobodan |
| NK Sloga Štitar - NK Srijemac Strošinci 3:0 NK Posavac Posavski Podgajci - NK Sloga Račinovci 3:2 NK Zrinski Bošnjaci - NK Borac Drenovci 2:0 NK Županja 77 slobodan | NK Posavac Posavski Podgajci - NK Zrinski Bošnjaci 2:1 NK Sloga Štitar - NK Županja 77 1:1 NK Borac Drenovci - NK Srijemac Strošinci 2:0 NK Sloga Račinovci slobodan | NK Županja 77 - NK Srijemac Strošinci 0:3 NK Sloga Račinovci - NK Sloga Štitar 2:0 NK Posavac Posavski Podgajci - NK Borac Drenovci 1:3 NK Zrinski Bošnjaci slobodan |
| NK Srijemac Strošinci - NK Sloga Račinovci 3:0 NK Sloga Štitar - NK Zrinski Bošnjaci 1:4 NK Borac Drenovci - NK Županja 77 8:2 NK Posavac Posavski Podgajci slobodan | NK Zrinski Bošnjaci - NK Srijemac Strošinci 2:0 NK Sloga Račinovci - NK Županja 77 5:0 NK Posavac Posavski Podgajci - NK Sloga Štitar 6:2 NK Borac Drenovci slobodan | NK Srijemac Strošinci - NK Posavac Posavski Podgajci 1:2 NK Županja 77 - NK Zrinski Bošnjaci 0:4 NK Borac Drenovci - NK Sloga Račinovci 1:0 NK Sloga Štitar slobodan |
| NK Posavac Posavski Podgajci - NK Županja 77 4:0 NK Zrinski Bošnjaci - NK Sloga Račinovci 4:0 NK Sloga Štitar - NK Borac Drenovci 1:2 NK Srijemac Strošinci slobodan | NK Srijemac Strošinci - NK Sloga Štitar 2:3 NK Sloga Račinovci - NK Posavac Posavski Podgajci 0:2 NK Borac Drenovci - NK Zrinski Bošnjaci 0:3 NK Županja 77 slobodan | NK Sloga Račinovci - NK Sloga Štitar 2:3 NK Posavac Posavski Podgajci - NK Srijemac Strošinci 5:0 NK Borac Drenovci - NK Županja 77 1:0 NK Zrinski Bošnjaci slobodan |
| NK Zrinski Bošnjaci - NK Borac Drenovci 3:2 NK Županja 77 - NK Posavac Posavski Podgajci 1:4 NK Srijemac Strošinci - NK Sloga Račinovci 2:1 NK Sloga Štitar slobodan | NK Posavac Posavski Podgajci - NK Zrinski Bošnjaci 1:4 NK Sloga Račinovci - NK Županja 77 3:3 NK Sloga Štitar - NK Srijemac Strošinci 2:2 NK Borac Drenovci slobodan | NK Zrinski Bošnjaci - NK Sloga Račinovci 2:0 NK Borac Drenovci - NK Posavac Posavski Podgajci 4:2 NK Županja 77 - NK Sloga Štitar 2:1 NK Srijemac Strošinci slobodan |
| NK Sloga Štitar - NK Zrinski Bošnjaci 0:3 NK Sloga Račinovci - NK Borac Drenovci 4:0 NK Srijemac Strošinci - NK Županja 77 2:0 NK Posavac Posavski Podgajci slobodan | NK Zrinski Bošnjaci - NK Srijemac Strošinci 4:1 NK Borac Drenovci - NK Sloga Štitar 3:1 NK Posavac Posavski Podgajci - NK Sloga Račinovci 1:0 NK Županja 77 slobodan | NK Županja 77 - NK Zrinski Bošnjaci 1:2 NK Srijemac Strošinci - NK Borac Drenovci 2:3 NK Sloga Štitar - NK Posavac Posavski Podgajci 2:6 NK Sloga Račinovci slobodan |

## Vanjske poveznice
- Zupanijski Nogometni Savez Vukovarsko-srijemske županije  Arhivirana inačica izvorne stranice od 1. studenoga 2015. (Wayback Machine)